# پاتریک ماسبوریان
پاتریک ماسبوریان (انگلیسی: Patrick Masbourian؛ زادهٔ ۱ ژانویهٔ ۱۹۷۰) مجری تلویزیون، مجری رادیو، و کارگردان فیلم اهل کانادا است.او کار خود را درحالی در تلویزیون آغاز کرد که درایجاد یک فعالیت جهانی برای، تحول درتلویزیون رادیو کانادا مشارکت داشت که این وسیله فرصتی را برای خبرنگاران جوان و فیلمبرداران جهت تهیه گزارش‌های بین‌المللی به وجود آورد. ماسبوریان جایزه سوم فصل ۱۹۹۰-۱۹۹۱در رقابت‌های اروپا و آسیا را به دست آورد.